# Marcel Glăvan
Marcel Glăvan (9 marzo 1975) è un ex canoista rumeno.
Ha vinto una medaglia d'argento nel C2 1000 m alle Olimpiadi di Atlanta 1996 in coppia con Antonel Borșan. Negli ultimi anni della sua carriera ha rappresentato la Spagna. Ora si è ritirato.

## Palmarès
- Olimpiadi
  - Atlanta 1996: argento nel C2 1000 m.

- Mondiali
  - 1994: argento nel C4 500 m e C4 1000 m.
  - 1995: oro nel C4 1000 m, argento nel C2 1000 m e C4 500 m.
  - 1997: oro nel C4 1000 m e argento nel C4 500 m.